# Gori, Georgia
Gori este un oraș situat în partea central-estică a Georgiei, la o distanță de 76 km vest de Tbilisi, la confluența râurilor Liahvi și Kura (numit în georgiană Mtkvari). Este reședința districtului omonim și a regiunii Shida Kartli. Conform unor estimări oficiale din 2014, localitatea avea o populație de 48.143 locuitori.

## Istoric
Teritoriul dimprejurul localității a fost locuit încă din Epoca Bronzului. Conform cronicilor medievale gruzine, Gori a fost fondat în timpul regelui David al IV-lea (1089 -1125), deși există dovezi că fortăreața din localitate a fost utilizată din secolul al VII-lea. Mai mult, arheologii au scos la lumină dovezi care atestă locuirea urbană în zonă încă din Antichitate. După anexarea Georgiei de către ruși Gori primește statut de oraș în anul 1801. A fost afectat de cutremurul din 1920, în timpul Uniunii Sovietice este un important centru industrial, care decade după anii '90. În timpul războiului din 2008 a fost capturat de forțele ruse și milițiile sud-osetine între 11 august și 22 august.
În această localitate s-a născut în 1878 Iosif Vissarionovici Stalin. Statuia de bronz a acestuia, ridicată la începutul anilor 1950, care era una din puținele rămase pe teritoriul fostei Uniuni Sovietice după 1991, a fost mutată în 2010 într-un muzeu dedicat fostului dictator, pe locul rămas liber fiind ridicat un monument dedicat victimelor conflictului din 2008, cu Rusia.

## Monumente
- Fortăreața, atestată documentar în secolul al XIII-lea, dar cu urme de locuire mai vechi.
- Muzeul I. V. Stalin
- Biserica Sf. Gheorghe din Gorjivari, ce datează din secolul al XVIII-lea, un loc de pelerinaj

## Sport
Pe plan fotbalistic, localitatea este reprezentată de echipa locală FC Dila Gori.